# 五泉镇
五泉镇，是中华人民共和国陕西省咸陽市杨陵区下辖的一个乡镇级行政单位。
2015年，陕西省民政厅批复同意将原大寨镇的孟寨、蒋家寨、周李、官村等4个村划归五泉镇。

## 行政区划
五泉镇下辖以下地区：
五泉村、斜上村、汤家村、高家村、郭管村、毕公村、绛中村、绛南村、王上村、桶张村、崔家村、帅家村、上湾村、茂陵村、椒生村、夹道村、曹沟村、曹堡村、朱家村、孟家寨村、蒋家寨村、周家村和官村。